# Johannes Lücke (Politiker)
Johannes Lücke (* 1. Juli 1901 in Osnabrück; † 19. Dezember 1968 ebenda) war ein deutscher Politiker der SPD.

## Leben und Beruf
Nach der Volksschule absolvierte Lücke eine Bäckerlehre. Er war Mitbegründer des Bäcker- und Konditorenverbandes, dessen Vorsitzender er 1928 wurde. Seit 1930 war er Betriebsratsvorsitzender im Konsum- und Sparverein Osnabrück. Nach Auflösung der Konsumgenossenschaften durch die Nationalsozialisten 1933 wurde er arbeitslos. Im Zweiten Weltkrieg war er Soldat und geriet in Kriegsgefangenschaft, aus der er 1946 wieder nach Osnabrück zurückkehrte.

## Partei
Lücke war seit 1918 Mitglied der SPD. Er war seit 1946 hauptamtlicher Parteisekretär im Unterbezirk Osnabrück.

## Abgeordneter
Lücke war Ratsherr in Osnabrück. Von 1957 bis 1965 gehörte er dem Deutschen Bundestag an.
| Personendaten    | Personendaten                  |
| ---------------- | ------------------------------ |
| NAME             | Lücke, Johannes                |
| KURZBESCHREIBUNG | deutscher Politiker (SPD), MdB |
| GEBURTSDATUM     | 1. Juli 1901                   |
| GEBURTSORT       | Osnabrück                      |
| STERBEDATUM      | 19. Dezember 1968              |
| STERBEORT        | Osnabrück                      |